# Spelunky
『Spelunky』（スペランキー）は2008年にリリースされたアクションゲーム。迷宮の最下層を目指すサイドビューのアクションゲーム。

## 概要
Spelunkyはフリーゲーム製作者（海外ではfree gamesと呼ばれるジャンル）のDerek Yuによって制作された。2008年12月にWindows用のフリーゲームとして公開され、ネットで人気を博した。その結果、2012年7月にグラフィックを一新し、コンテンツを追加した商用のXbox 360版がマイクロソフトを販売元としてXbox Live Arcadeにてリリースされた。2013年8月からは360版に準じた内容のSteam版とGOG版が各サービス上で販売開始された。
タイトルの「Spelunky」とは「無謀な洞窟探検者」を意味する単語「スペランカー（英: spelunker）」に由来するが、ゲームデザインなどで明らかにゲームの『スペランカー』の影響が見られる。また、プレイするたびにマップが変化するローグライクゲームである。
主人公である無謀な冒険家には名前がないが、インディ・ジョーンズによく似た服装と武器（鞭）を持っており、インディーズゲームという意味合いも込めてインディ (Indie) の愛称がある。スペランカーほどではないが非常にひ弱で死にやすいのが特徴である。
2020年には続編の『Spelunky 2』がリリースされた。

## バージョン
- 2008年12月21日 - 初版公開。
- 2009年9月1日 - バージョン1.0がリリース。
- 2009年12月25日 - バージョン1.1がリリースされ、同時にソースが公開された。
- 2012年7月4日 - 日本語ローカライズや最大4人のマルチプレイなどが追加されたXBLA版がリリース。
- 2013年8月9日 - Steam版、GOG版がリリース。
- 2014年10月23日 - PlayStation 4版、PlayStation 3版、PlayStation Vita版がリリース。
- 2021年8月26日 - 海外でNintendo Switch版がリリース。
- 2021年9月30日 - 日本でNintendo Switch版がリリース。これに合わせ、発売済みのPC版とPlayStation 4版も日本語ローカライズされた[1]。